# 21287 Santa-Lucia
21287 Santa-Lucia este o planetă minoră (asteroid) din centura de asteroizi. A fost descoperită pe 31 octombrie 1996 la osservatorio astronomico Santa Lucia Stroncone⁠(d) de Antonio Vagnozzi⁠(d) și a fost numită după osservatorio astronomico Santa Lucia Stroncone⁠(d). 
Obiectul prezintă o orbită caracterizată de o semiaxă mare de 2,2094305 UAi, o excentricitate de 0,09, o înclinație de 1,53253 ° în raport cu ecliptica.